# 1912년 하계 올림픽 스위스 선수단
1912년 하계 올림픽 스위스 선수단은 스웨덴 스톡홀름에서 개최된 1912년 하계 올림픽의 스위스 선수단이다. 총 1명의 선수가 육상 1종목에 참가하였다.

## 육상
스위스의 육상 종목 출전은 이번이 세 번째이며 율리우스 바그너가 스위스 국가대표로 유일하게 올림픽에 출전하였는데 이 역시 두 번째였다. 남자 5종경기에 출전한 바그너는 3라운드에서 20위에 머무르며 탈락했다.
| 선수            | 종목    | 예선 | 예선 | 준결선 | 준결선 | 결선       | 결선 |
| 선수            | 종목    | 결과 | 순위 | 결과   | 순위   | 결과       | 순위 |
| --------------- | ------- | ---- | ---- | ------ | ------ | ---------- | ---- |
| 율리우스 바그너 | 5종경기 | -    | -    | -      | -      | 3라운드 52 | 20   |